# Recologne (Doubs)
Recologne ist eine französische Gemeinde mit 716 Einwohnern (Stand: 1. Januar 2022) im Département Doubs in der Region Bourgogne-Franche-Comté.

## Geographie
Recologne liegt auf einer Höhe von 212 m über dem Meeresspiegel, etwa 16 Kilometer westnordwestlich der Stadt Besançon (Luftlinie). Das Dorf erstreckt sich in der leicht gewellten Landschaft zwischen den Flussläufen von Doubs im Süden und Ognon im Norden, in einer weiten Talebene am Zusammenfluss von Ruisseau du Breuil und Ruisseau de Noironte, der ab hier den Namen Recologne annimmt.
Die Fläche des 6,78 km² großen Gemeindegebiets umfasst einen Abschnitt südlich des Ognon. Der zentrale Teil des Gebietes wird von der weiten Talebene des Ruisseau du Breuil eingenommen, die durchschnittlich auf 210 m liegt. Der Bach sorgt für die Entwässerung nach Nordwesten zum Ognon. Das Areal ist überwiegend von Acker- und Wiesland bestanden, daneben gibt es auch einige Waldflächen. Nach Osten reicht der Gemeindeboden in die Talmulde des Ruisseau de Noironte. Auf beiden Seiten wird die Talebene von Anhöhen flankiert, welche die Talaue meist nicht mehr als 40 Meter überragen. Mit 268 m wird auf der plateauartigen Anhöhe südlich des Dorfes die höchste Erhebung von Recologne erreicht. Im Norden erstreckt sich das Gemeindeareal in die ausgedehnten Waldungen von Bois d’Avaux und Bois des Fouchères.
Nachbargemeinden von Recologne sind Chevigney-sur-l’Ognon im Norden, Noironte im Osten, Placey und Franey im Süden sowie Ruffey-le-Château im Westen.

## Geschichte
Verschiedene Keramikfunde weisen darauf hin, dass das Gemeindegebiet von Recologne bereits in gallorömischer Zeit besiedelt war. Erstmals urkundlich erwähnt wird der Ort im Jahr 1139 unter dem Namen Recolinis. Im Lauf der Zeit wandelte sich die Schreibweise über Recoloignes (1287), Recolennes (1298), Recoloynes (1325) und Recoulongnes (1545) zu Recolonges-les-Marnay (1667). 
Im Mittelalter gehörte Recologne zunächst zur Herrschaft Corcondray, erfuhr dann ab dem 14. Jahrhundert verschiedene Besitzerwechsel und unterstand auch der Herrschaft der Abtei Saint-Paul von Besançon. Während des Dreißigjährigen Krieges wurde der Ort 1632 und 1636 von Pestepidemien heimgesucht und ebenfalls 1636 von französischen Truppen gebrandschatzt. Das Schloss wurde 1640 wieder aufgebaut und kam 1746 an die Familie Camus. Zusammen mit der Franche-Comté gelangte Recologne mit dem Frieden von Nimwegen 1678 definitiv an Frankreich. Heute ist Recologne Mitglied des Gemeindeverbandes Val Marnaysien.

## Sehenswürdigkeiten
- Die Kirche Saint-Barthélemy wurde von 1743 bis 1756 im klassischen Stil errichtet und besitzt eine reiche Ausstattung.
- Nahe dem Ruisseau de Noironte steht das rechteckige, 40 m lange Schloss, das im 17. Jahrhundert neu erbaut und im 19. Jahrhundert umgestaltet wurde.
- Der alte Ortskern ist geprägt durch verschiedene Bauernhäuser aus dem 17. bis 19. Jahrhundert im charakteristischen Stil der Franche-Comté.

|  |  |

## Bevölkerung
| Jahr                       | 1962 | 1968 | 1975 | 1982 | 1990 | 1999 | 2016 |
| Einwohner                  | 261  | 256  | 337  | 392  | 482  | 508  | 650  |
| Quellen: Cassini und INSEE |      |      |      |      |      |      |      |

Mit 716 Einwohnern (Stand 1. Januar 2022) gehört Recologne zu den kleinen Gemeinden des Départements Doubs. Nachdem die Einwohnerzahl in der ersten Hälfte des 20. Jahrhunderts deutlich abgenommen hatte (1911 wurden noch 415 Personen gezählt), wurde seit Beginn der 1970er Jahre wieder ein kräftiges Bevölkerungswachstum verzeichnet. Seither hat sich die Einwohnerzahl mehr als verdoppelt.

## Wirtschaft und Infrastruktur
Recologne war bis weit ins 20. Jahrhundert hinein ein vorwiegend durch die Landwirtschaft (Ackerbau, Obstbau und Viehzucht) geprägtes Dorf. Daneben gibt es heute einige Betriebe des lokalen Kleingewerbes, vor allem mechanische Werkstätten. Mittlerweile hat sich das Dorf auch zu einer Wohngemeinde gewandelt. Viele Erwerbstätige sind Wegpendler, die in der Agglomeration Besançon ihrer Arbeit nachgehen.
Die Ortschaft ist verkehrstechnisch gut erschlossen. Sie liegt an der Hauptstraße D67, die von Besançon nach Gray führt. Durch eine Ortsumfahrung ist der Dorfkern vom Durchgangsverkehr entlastet. Der nächste Anschluss an die Autobahn A36 befindet sich in einer Entfernung von ungefähr zehn Kilometern. Weitere Straßenverbindungen bestehen mit Noironte, Lavernay, Burgille und Chevigney-sur-l’Ognon.